# Kjeld Thorst
Kjeld Thorst (ur. 13 maja 1940 w Øster Svenstrup) – duński piłkarz grający podczas kariery na pozycji napastnika.

## Kariera klubowa
Thorst po grze w Skovsgaard IF i Ranum IF (1957–1961), prawie całą piłkarską karierę spędził w Aalborg BK, gdzie grał w latach (1961–1971). W Aalborgu rozegrał 265 meczów i strzelił 78 goli.

## Kariera reprezentacyjna
W reprezentacji Danii w latach 1963–1969 rozegrał 26 meczów, strzelając 6 bramek.
W 1964 Thorst odniósł swój największy sukces międzynarodowy, kiedy to wystąpił z reprezentacją Danii wystąpił w finałach Mistrzostwach Europy i zajęła 4. miejsce. Trzeba przyznać, że był to sukces w dużej mierze przypadkowy i nieodzwierciedlający rzeczywistej siły Duńczyków, dość powiedzieć w meczach decydujących o wejściu do finałów, Dania męczyła się niemiłosiernie z reprezentacją Luksemburga, awans uzyskując w dodatkowym trzecim meczu.

## Kariera trenerska
Po zakończeniu kariery piłkarskiej Thorst był trenerem m.in. Sulsted IF i Aalborg 1975–1976.